# Cuguron
Cuguron település Franciaországban, Haute-Garonne megyében. Lakosainak száma 164 fő (2022. január 1.). Cuguron Mazères-de-Neste, Saint-Laurent-de-Neste, Saint-Paul, Franquevielle, Montréjeau, Les Tourreilles és Villeneuve-Lécussan községekkel határos.

## Népesség
A település népességének változása:
| Lakosok száma | 203  | 181  | 179  | 179  | 193  | 189  | 185  | 178  | 174  | 164  |
|               | 1968 | 1982 | 1990 | 2006 | 2013 | 2015 | 2017 | 2019 | 2020 | 2022 |